# Martin Ronnenbergh
Martin Ronnenbergh (Amsterdam, 4 april 1957) is een voormalig Nederlandse honkballer die jarenlang op het hoogste niveau uitkwam in de Nederlandse competitie, als international en in Amerika speelde.
Ronnenbergh, een rechtshandige werper, kwam in de hoofdklasse uit voor de Giants uit Diemen en daarna nog voor UVV en de Amsterdam Pirates. In 1979 werd hij door de honkbalbond uitgeroepen tot beste pitcher van dat seizoen. Ook speelde hij met het Nederlands team waarvoor hij in 1977, 1978 en 1979 geselecteerd werd.
Hij kwam met het Nederlands team uit onder meer tijdens de Europese kampioenschappen van 1977 waar het team zilver behaalde en tijdens de Wereldkampioenschappen van 1978 en de Europese Kampioenschappen in 1979 waar ook zilver werd behaald.
In 1980 tekende hij een contract in Amerika bij de organisatie van de San Diego Padres en zou dat seizoen uitkomen als pitcher voor hen in de minor leagues op A+ en AA niveau. Hierna werd zijn contract niet verlengd en keerde hij terug naar Nederland.
In 1981 zou hij nog een no-hitter gooien tijdens een wedstrijd met de Pirates maar daarna stopte hij en werd later nog pitchingcoach voor de hoofdmacht van de Amsterdam Pirates.